# 基桑圖
基桑圖是剛果民主共和國的城鎮，由下剛果省負責管轄，位於該國西部的因基西河畔，距離首都金沙薩約200公里，鎮上有大教堂和植物園，2010年調查人口數為77,797人，至2022年10月，基桑圖的人口已達到78,000人
04°36′54″S 15°06′16″E / 4.61500°S 15.10444°E